# Llibre Vermell de Montserrat

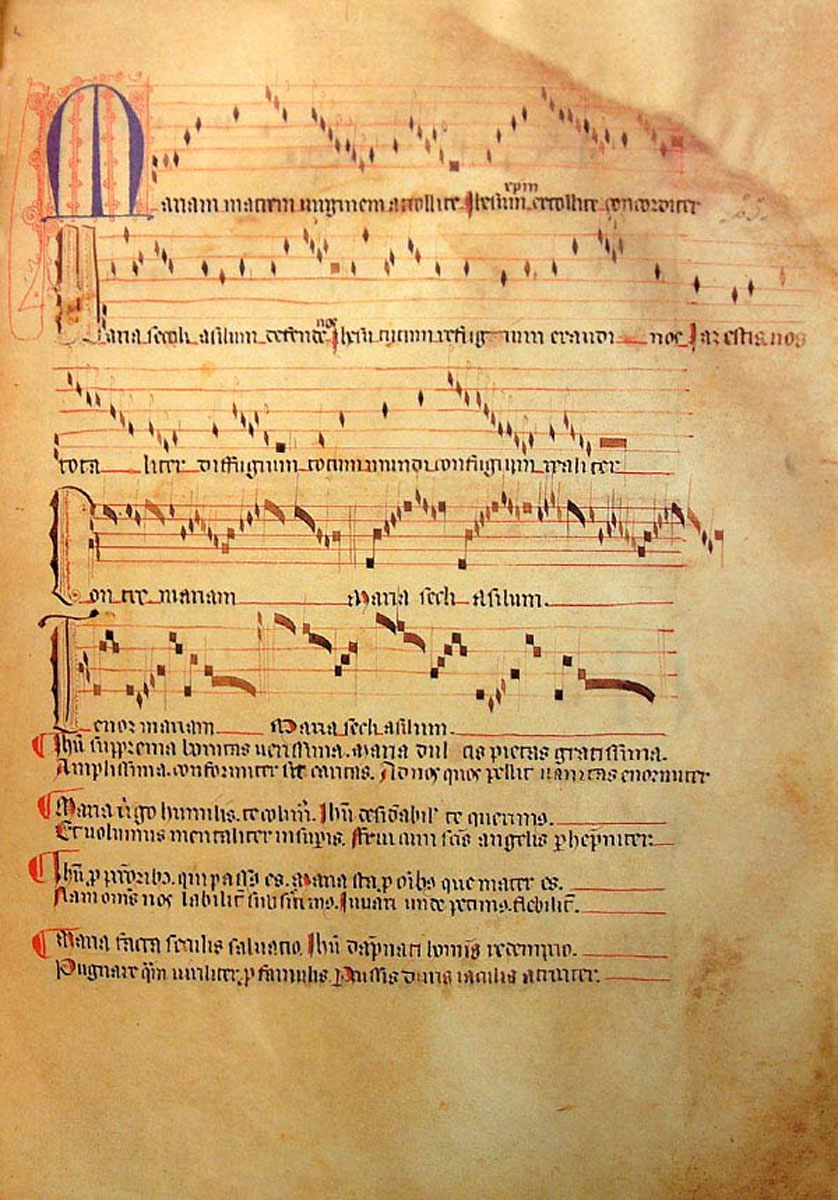
Mariam matrem virginem – karta z Llibre Vermell de Montserrat

Llibre Vermell de Montserrat (pol: Czerwona księga z Montserrat) – zbiór pieśni z późnego średniowiecza. Manuskrypt powstał w XIV wieku w benedyktyńskim klasztorze Montserrat. 

## Manuskrypt
Manuskrypt powstał około 1399. Oryginalnie zawierał 172 podwójne karty, z których 32 zaginęło. Tytuł manuskryptu pochodzi od czerwonej oprawy z XIX wieku. Nie są znani autorzy ani jednej pieśni.

## Muzyka
Pieśni zostały stworzone dla pielgrzymów. Napisane są w języku katalońskim i po łacinie. Podczas gdy teksty zostały napisane pod koniec XIV wieku, styl muzyki wskazuje, że pochodzi ona z wcześniejszego okresu.
Zbiór zawiera zarówno pieśni ludowe jak i hymny. Są tu zarówno kompozycje monodyczne jak i polifoniczne. Część pieśni monodycznych może być śpiewana w kanonie.

## Pieśni
Oryginalnie w zbiorze znajdowało się co najmniej 14 pieśni, do czasów dzisiejszych przetrwało dziesięć:
- Pieśń: O virgo splendens
- Virelai/taniec: Stella splendens
- Pieśń: Laudemus Virginem
- Virelai: Mariam, matrem virginem, attolite
- Virelai/taniec: Polorum Regina
- Virelai: Cuncti simus concanentes
- Pieśń: Splendens ceptigera
- Ballada/taniec: Los set gotxs
- Motet: Imperayritz de la ciutat joyosa / Verges ses par misericordiosa
- Virelai: Ad mortem festinamus

## Pliki
- Mariam matrem virginem (MIDI file)